# Алексеевская башня
Алексе́евская башня (второе название — Белая) — единственная сохранившаяся каменная башня Окольного города Великого Новгорода. Возведена в XVI веке для обороны города с юга. Своё название получила по имени деревянной церкви Алексея человека Божия.
Башня круглая в плане, наружный диаметр составляет 17 метров, а внутренний — 8,2—8,4 м, толщина стен в первом ярусе 4,5 м. Нижние части стен сложены из булыжника и облицованы кирпичом. Внутри имеется три яруса, которые сообщаются лестницами, проложенными в самой толще стены. Окна-бойницы предназначены для ведения артиллерийского огня и представляют собой крупные «печуры», сужающиеся к внутренней стороне стены.

## Расположение
Башня расположена на пересечении земляного вала Софийской стороны и Троицкой-Пробойной улицы, которая, выходя за пределы города, переходит в дорогу на Юрьев монастырь (Юрьевское шоссе).

## История

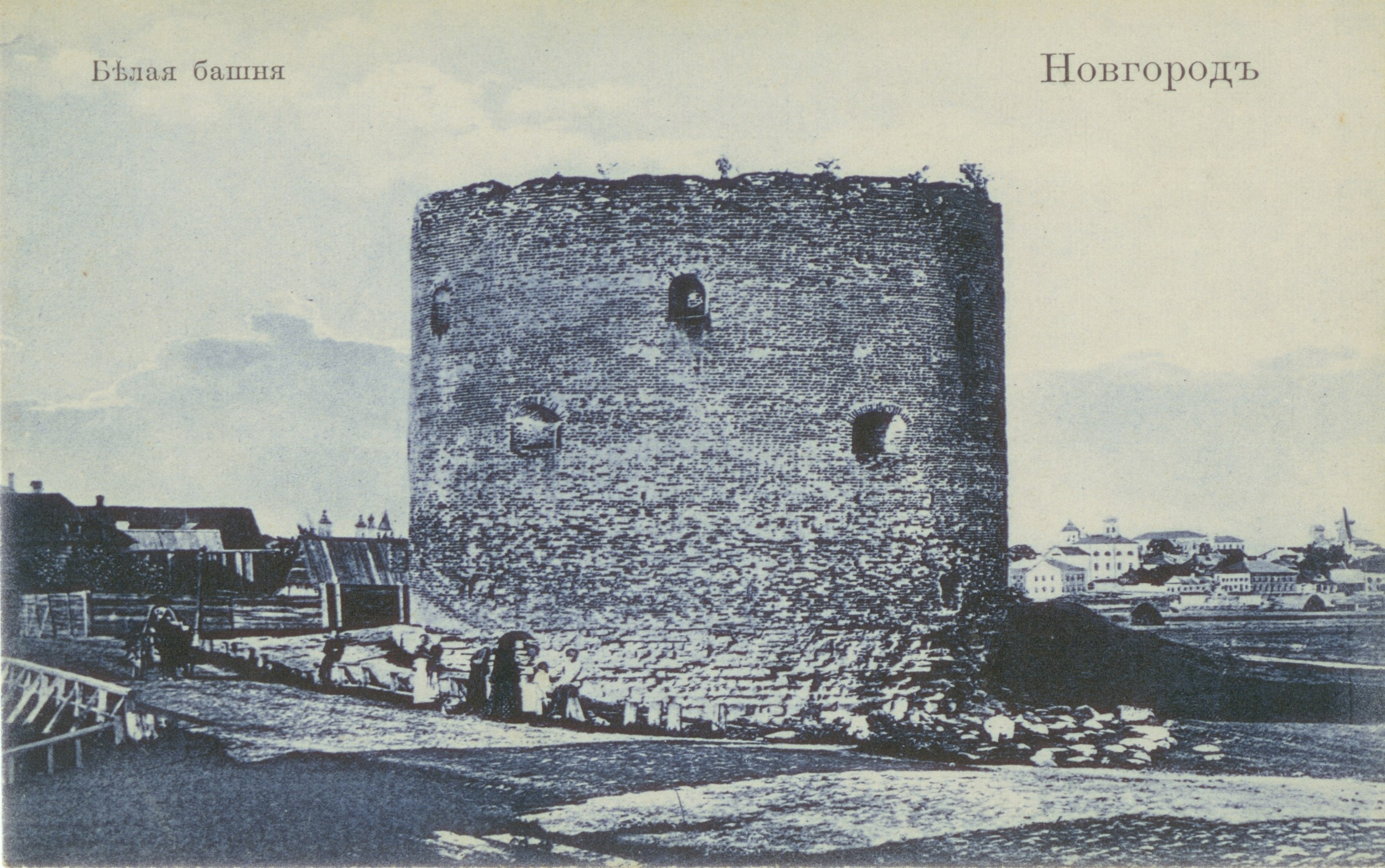
Белая (Алексеевская) башня, конец XIX в. — начало XX в.

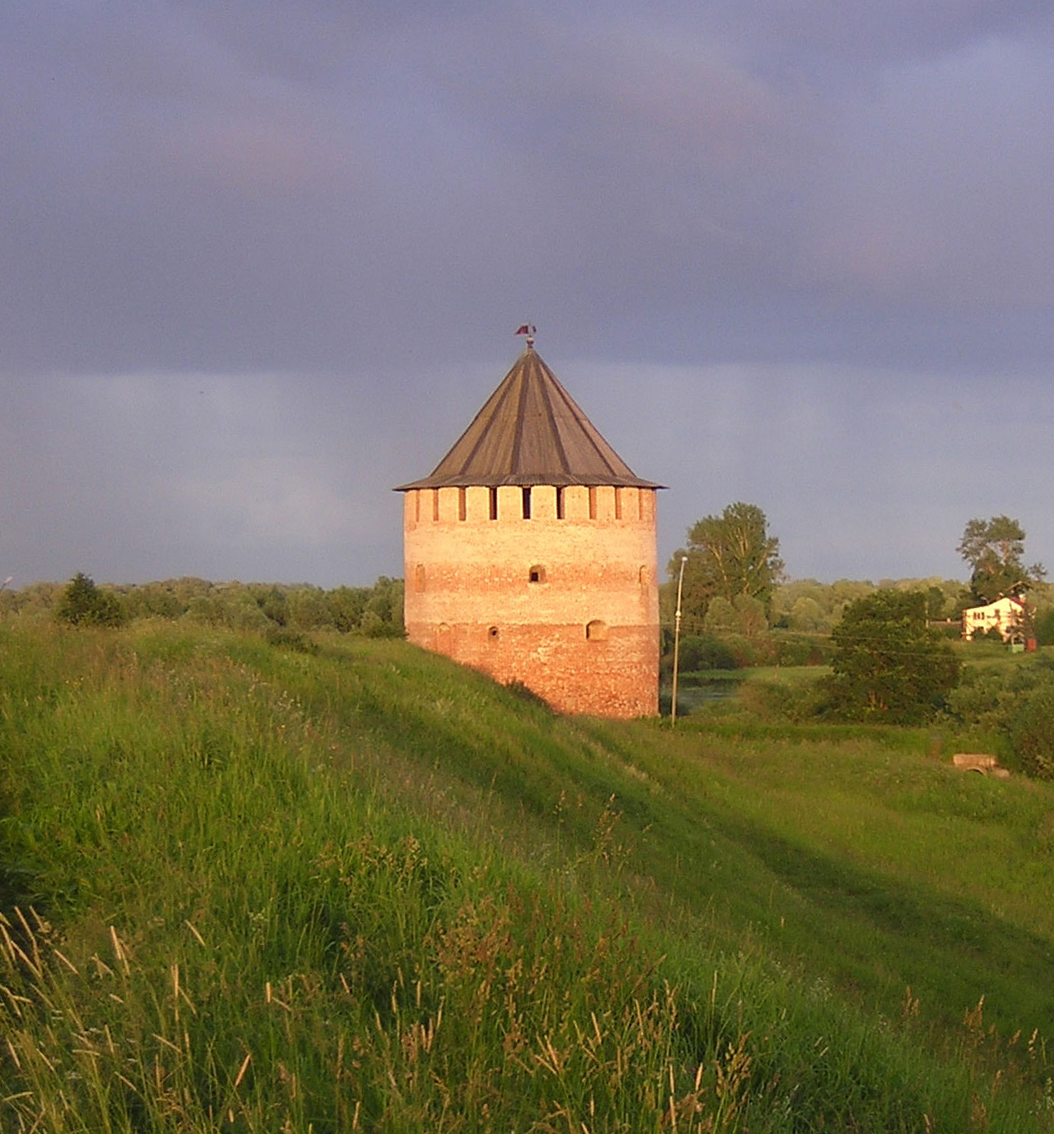
Белая (Алексеевская) башня, отреставрированная в 1990—1995 гг.

Существующее название внешних укреплений Великого Новгорода — Окольный город — сформировалось в конце XIV века. Общая протяжённость оборонительной линии уже к тому времени составила 11 км. И сейчас ещё длина сохранившихся валов достигает 6 км.
В конце XVI века во время Ливонской войны Окольный город реконструировался, а на стыках береговых и напольных стен были возведены каменные башни — Алексеевская на юге и Петровская на севере. Последняя башня не сохранилась.
Алексеевская башня была построена в 1582—1584 гг. и представляла собой четырёхъярусное сооружение. Башня была центром пушечной обороны на подходах к городу с юга, а более утилитарная цель была предотвратить возможный прорыв вдоль стен по берегу Волхова к детинцу. У Алексеевской башни очень мощный фундамент, выложенный из известняковой плиты и облицованный гранитными валунами, и выступающий как наружу, так и внутрь башни на 0,5 м. Это связано с тем, что башня строилась на насыпном грунте, а сейчас считается также одной из причин, по которой она хорошо сохранилась.
Башня имеет три яруса бойниц и один ярус с зубцами.
В первом ярусе расположены орудийные и пищальные бойницы, по три каждого вида, всего шесть. Бойницы обоих типов узкие с параллельными щеками и перекрыты плитой. Во втором и третьем ярусах бойницы перекрыты сводами, имеют сводчатые боевые камеры и широко развернутые наружу и внутрь щеки.
Во втором ярусе четыре пушечных бойницы и у самого входа ещё одна малая — пищальная, фланкирующая южную стену.
На третьем ярусе пять бойниц для пушек, интересна боевая камера, выходящая на Волхов. В ней две бойницы, одна сделана специально для стрельбы вдоль берегового участка стены, и в результате получается, что стена фланкируется уже двумя бойницами соседних боевых камер.
Четвёртый ярус башни завершался мерлонами — зубцами, всего их 24 штуки, и они были прямоугольные, без бойниц в стволе.
Хорошо известны строительные работы на посаде в XVII веке. В 1630-х годах эти работы развернулись на Торговой стороне, а в 1660-х годах — на Софийской.
В середине XVII века после шведской оккупации башня была отремонтирована и обновлена. Для увеличения её высоты был надрублен дополнительный ярус «осми венцов» с пищальными бойницами. В тыльном участке были сделаны сводчатые проёмы для прохода и подъёма припасов, которые связывались лестницей в рубленой пристройке на всех ярусах, кроме четвёртого. Во время этой починки Алексеевская башня была побелена, отсюда и второе название башни — Белая.
Строительная опись 1667 года свидетельствует, что на Торговой стороне в деревянных стенах и башнях вокруг посада насчитывалось 190 пушечных и 2495 пищальных амбразур. Эти цифры достаточно красноречиво говорят о мощности и боевом значении деревянной крепости Окольного города в XVII веке.
В 1697 году по приказу Петра I боевое снаряжение со стен вокруг посада сняли и перевезли на хранение в детинец. В 1700 случился пожар, после чего башня была заброшена. Так прекратила своё существование одна из самых больших крепостей средневековой Руси. Сейчас о ней напоминают только кручи земляного вала и Белая (Алексеевская) башня, которая к концу XIX века пришла в упадок — был разрушен шатёр, полностью утрачен последний ярус, а на третьем росли кусты, разрушавшие кладку.
Башня оставалась в запустении около 300 лет, кроме послевоенного периода, во время которого люди вынужденно в ней жили.

## Современное состояние
В 1990—1995 годах башню успешно восстановили в стиле XVI века, покрыли шатром и заложили кирпичом все входы. Дальнейшая реставрация Белой (Алексеевской) башни на земляном валу была осуществлена уже в 2011 году, на средства, выделяемые по федеральной программе «Сохранение и использование культурного наследия России», при поддержке Международного банка реконструкции и развития. Работы проводились с 2012 по 2017 год. Были укреплены стены, фундамент, кровля и цоколь башни, проведено электричество, отопление, вентиляция, система пожаротушения. Памятник был приспособлен под современное использование — внедрена лестница, перегородки. Также была благоустроена прилегающая территория. Башня открылась для посетителей в 2018 году. Восстановлены все этажи. Внутри разместилась экспозиция, посвящённая древнерусскому оружию. Один из главных экспонатов — чугунная пищаль конца XVII века.

## Культурное наследие
30 августа 1960 года постановлением Совета Министров РСФСР № 1327 «О дальнейшем улучшении дела охраны памятников в РСФСР» Башня белая (Алексеевская) принята под охрану как памятник государственного значения.
В 1992 году Решением юбилейного заседания Комитета Всемирного наследия ЮНЕСКО Башня белая (Алексеевская), как исторический памятник Новгорода, включена в Список Всемирного наследия.